# Dragon Ball Z: Budokai 3
Dragon Ball Z: Budokai 3 é um jogo criado em 2004, baseado na série de anime e mangá japonês Dragon Ball.

## Características
No estilo de luta 3D com os dois personagens sempre visíveis, com estilo de combos (sequências de golpes) profundos. O jogo contém versão norte-americana, europeia e japonesa.
Foi lançado pela DIMPS e é conhecido no Japão apenas pelo nome Dragon Ball Z 3. A empresa SPIKE paralelamente lançou a série Sparking!, conhecida (e confundida) nos Estados Unidos por utilizar o nome Budokai Tenkaichi.
A série Budokai (1-3) foi lançada para o console Playstation 2, sendo os dois primeiros jogos portados para o console GameCube. O terceiro jogo nunca foi lançado para qualquer outro console.
Em 2012 fora lançado um jogo eletrônico para PlayStation 3 e Xbox 360 chamado de Dragon Ball Budokai HD Collection que contém os jogos Dragon Ball Budokai e Dragon Ball Budokai 3 remasterizados em HD.
O portátil PSP ganhou dois jogos conhecidos tanto no Japão como nos Estados Unidos por Dragon Ball Z: Shin Budokai e Dragon Ball Z: Shin Budokai 2: Another Story.
Segundo a produtora o jogo, seria lançada uma versão para Nintendo GameCube, motivos não divulgados o jogo acabou lançado para Playstation 2 na época apenas.

## Personagens
Segue abaixo a lista de personagens disponíveis no jogo:

### Iniciais
- Goku
- Kid Gohan
- Kuririn
- Piccolo
- Yamcha
- Tenshinhan
- Raditz
- Nappa

### Desbloqueáveis
- Android 16
- Android 17
- Android 18
- Bardock
- Broly
- Captain Ginyu
- Cell
- Cell Jr.
- Cooler
- Dabura
- Freeza
- Gohan
- Goten
- Great Saiyaman
- Hercule
- Kid Buu
- Kid Goku
- Kid Trunks
- Majin Boo
- Omega Shenron
- Recoome
- Saibaman
- Super Boo
- Supreme Kai
- Teen Gohan
- Trunks
- Uub
- Vegeta

### Fusões
- Vegitto
- Gogeta
- Gotenks
- Kibitoshin

## Arenas

### Iniciais
■ Plains

### Desbloqueáveis
- Cell Ring
- Grandpa Gohan's House
- Inside Buu
- Planet Namek
- Red Ribbon Army Base
- Supreme Kai's World
- Urban Level

## Música
O tema de abertura "Ore wa Tokoton Tomaranai!!", cantado por Hironobu Kageyama, foi lançado num single homônimo junto com "Kusuburu heart ni Hi wo Tsukero!!", abertura de Dragon Ball Z: Budokai 2.